# Frederik Dalgas
Frederik Dalgas (født 21. marts 1866 i Aarhus, død 3. april 1934 i Hellerup) var en dansk erhvervsleder, broder til skovrider Christian Dalgas og forfatter Ernesto Dalgas.
Frederik Dalgas var søn af oberstløjtnant Enrico Mylius Dalgas (død 1894) og hustru Marie f. Købke. 
Efter en handelsuddannelse og udlandsophold i 1891 blev han ansat som adm. direktør for Aluminia fra 1901. Senere var han også leder af Den kongelige Porcelainsfabrik, hvor han var adm. direktør 1920-1931. Fabrikkens berømmelse blev fastlagt og udbygget i hans ledelsestid.
Han sad i bestyrelsen for Dansk Eksportforening og var Ridder af Dannebrog og medlem af Industrirådet.
Han var gift med Ingeborg Dalgas, f. 17. juli på Frederiksberg, datter af konferensråd Philip Schou, der var direktør for Aluminia.